# تيرا-10
تيرا-10 (بالإنجليزية: Tera-10)‏ حاسوب فائق قامت شركة Bull بتصنيعه لصالح fr:Commissariat à l'Énergie Atomique الفرنسي. وقامت توب500 بتصنيفه في نوفمبر 2010 ، وحالياً يحتل المركز 142 كأسرع حاسوب في العالم بأداء 52.84 تيرا فلوبس، ويستخدم 4800 معالج فيها 10000 نواة. ويعمل بنظام تشغيل لينكس.
مع نواة SMP معدلة خصيصًا للتعامل مع مجموعات متماثلة كبيرة جدًا مسجلة حاليًا بنظام مركزي 8 معالجات.
تطبيقه الرئيسي هو محاكاة التجارب الذرية والحفاظ على قوة الدفاع النووية الفرنسية ، وذلك باستخدام نتائج التجارب النووية الحقيقية (بين 1956 و 1995 ، ومعظمها في محطة التجارب النووية الفرنسية في المحيط الهادئ) والنتائج الجديدة التي تم الحصول عليها من LMJ (Laser Mega-Joule) المبنية في فرنسا القارية.

## تطور
هذا هو نهاية الجيل الثاني من التطورات ، وسيصل الجيل التالي إلى حوالي 100 TeraFLOPS (المتوقع في عام 2009) باستخدام معالجات ذات المزيد من النوى الداخلية ونظام جدولة مركزي جديد يسمح بالتشغيل غير المتماثل على عدد متغير من المعالجات ، من أجل ترقيات أسهل ، انخفاض تكاليف الصيانة ، والمزيد من التجارب التي تتطلب مقاييس حوسبة مختلفة ، دون الحاجة إلى إعادة بناء المجموعة بأكملها.